# 데이비드 필드

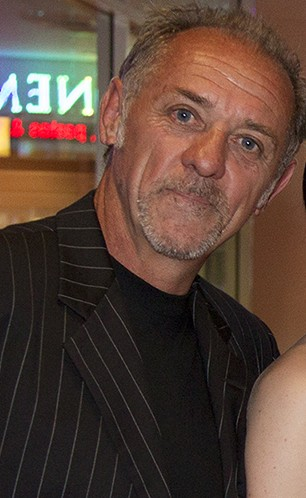

데이비드 필드(David Field, 1950년 1월 1일 ~ )는 오스트레일리아의 영화 감독, 배우이다.
오스트레일리아에서 태어났다.

## 출연 작품
- 세이크리드 하트 (2016년)
- 나우 애드 허니 (2015년)
- 다윈으로 가는 마지막 택시 (2015, Last Cab to Darwin)
- 더 로버 (2014년)
- 미스터리 로드 (2013년)
- 배틀 오브 머신 (2013년)
- 편의점  (2012년)
- 더 콤비네이션 (2009년)
- 언피니쉬드 스카이 (2007년)
- 피드 (2005년) - 터너 역
- 블랙잭 - 스윗 사일언스 (2004년)
- 굴 양식업자 (2004년)
- 톰 화이트 (2004년) - 필 역
- 똑바로 살아라 (2003년) - 어니 드비어스 역
- 블러드 크라임 (2002년)
- 조용한 파트너 (2001년)
- 인빈서블 (2001년)
- 달 밝은 밤에 생긴 일 (2001년)
- 맥 헨리를 찾아서 (2000년)
- 미스터 엑시던트 (2000년)
- 차퍼 (2000년)
- 투 핸즈 (1999년)
- 패션 오브 마인드 (1999년)
- 블랙락 (1997년)
- 심해의 습격자 (1996년)
- 브로큰 하이웨이 (1993년)
- 터치 미 (1993년)
- 싸이렌트 보이스 (1987년)

### 텔레비전
- Dadah Is Death (1988)
- City Homicide (2007)